# Olympische Sommerspiele 2020/Ringen
Bei den Olympischen Spielen 2020 in Tokio wurden die Wettbewerbe im Ringen vom 1. bis zum 7. August 2021 in der Makuhari Messe in Chiba ausgetragen. Während die Herren an beiden existierenden Disziplinen, Freistil und griechisch-römischer Stil, teilnahmen, nahmen die Damen ausschließlich am Freistilringen teil.
Organisiert wurden die Wettkämpfe vom internationalen Amateur-Ringer-Verband United World Wrestling (UWW).

## Zeitplan
| Zeitplan Ringen                  | Zeitplan Ringen | Zeitplan Ringen | Zeitplan Ringen | Zeitplan Ringen | Zeitplan Ringen | Zeitplan Ringen | Zeitplan Ringen |
| Wettbewerbe                      | August 2021     | August 2021     | August 2021     | August 2021     | August 2021     | August 2021     | August 2021     |
| Wettbewerbe                      | 1.              | 2.              | 3.              | 4.              | 5.              | 6.              | 7.              |
| -------------------------------- | --------------- | --------------- | --------------- | --------------- | --------------- | --------------- | --------------- |
| Männer freier Stil               |                 |                 |                 |                 |                 |                 |                 |
| Klasse bis 57 kg                 |                 |                 |                 |                 |                 |                 |                 |
| Klasse bis 65 kg                 |                 |                 |                 |                 |                 |                 |                 |
| Klasse bis 74 kg                 |                 |                 |                 |                 |                 |                 |                 |
| Klasse bis 86 kg                 |                 |                 |                 |                 |                 |                 |                 |
| Klasse bis 97 kg                 |                 |                 |                 |                 |                 |                 |                 |
| Klasse bis 125 kg                |                 |                 |                 |                 |                 |                 |                 |
| Männer griechisch-römischer Stil |                 |                 |                 |                 |                 |                 |                 |
| Klasse bis 60 kg                 |                 |                 |                 |                 |                 |                 |                 |
| Klasse bis 67 kg                 |                 |                 |                 |                 |                 |                 |                 |
| Klasse bis 77 kg                 |                 |                 |                 |                 |                 |                 |                 |
| Klasse bis 87 kg                 |                 |                 |                 |                 |                 |                 |                 |
| Klasse bis 97 kg                 |                 |                 |                 |                 |                 |                 |                 |
| Klasse bis 130 kg                |                 |                 |                 |                 |                 |                 |                 |
| Frauen freier Stil               |                 |                 |                 |                 |                 |                 |                 |
| Klasse bis 50 kg                 |                 |                 |                 |                 |                 |                 |                 |
| Klasse bis 53 kg                 |                 |                 |                 |                 |                 |                 |                 |
| Klasse bis 57 kg                 |                 |                 |                 |                 |                 |                 |                 |
| Klasse bis 62 kg                 |                 |                 |                 |                 |                 |                 |                 |
| Klasse bis 68 kg                 |                 |                 |                 |                 |                 |                 |                 |
| Klasse bis 76 kg                 |                 |                 |                 |                 |                 |                 |                 |
| Entscheidungen                   | 0               | 3               | 3               | 3               | 3               | 3               | 3               |

|  | Qualifikation |  | Medaillenentscheidung |

## Bilanz

### Medaillenspiegel
| Platz  | Land               | Gold | Silber | Bronze | Gesamt |
| ------ | ------------------ | ---- | ------ | ------ | ------ |
| 1      | Japan              | 5    | 1      | 1      | 7      |
| 2      | ROC                | 4    | –      | 4      | 8      |
| 3      | Vereinigte Staaten | 3    | 2      | 4      | 9      |
| 4      | Kuba               | 2    | –      | 1      | 3      |
| 5      | Iran               | 1    | 1      | 2      | 4      |
| 5      | Ukraine            | 1    | 1      | 2      | 4      |
| 7      | Ungarn             | 1    | 1      | –      | 2      |
| 8      | Deutschland        | 1    | –      | 2      | 3      |
| 9      | China              | –    | 2      | 2      | 4      |
| 10     | Kirgisistan        | –    | 2      | 1      | 3      |
| 10     | Belarus            | –    | 2      | 1      | 3      |
| 12     | Georgien           | –    | 2      | –      | 2      |
| 13     | Aserbaidschan      | –    | 1      | 2      | 3      |
| 14     | Indien             | –    | 1      | 1      | 2      |
| 15     | Armenien           | –    | 1      | –      | 1      |
| 15     | Nigeria            | –    | 1      | –      | 1      |
| 17     | Türkei             | –    | –      | 3      | 3      |
| 18     | Bulgarien          | –    | –      | 2      | 2      |
| 19     | Ägypten            | –    | –      | 1      | 1      |
| 19     | Italien            | –    | –      | 1      | 1      |
| 19     | Kasachstan         | –    | –      | 1      | 1      |
| 19     | Mongolei           | –    | –      | 1      | 1      |
| 19     | Polen              | –    | –      | 1      | 1      |
| 19     | San Marino         | –    | –      | 1      | 1      |
| 19     | Serbien            | –    | –      | 1      | 1      |
| 19     | Usbekistan         | –    | –      | 1      | 1      |
| Gesamt | Gesamt             | 18   | 18     | 36     | 72     |

### Medaillengewinner
Männer
| Disziplin                 | Gold                         | Silber                             | Bronze                                             |
| ------------------------- | ---------------------------- | ---------------------------------- | -------------------------------------------------- |
| Freistil                  |                              |                                    |                                                    |
| Klasse bis 57 kg          | Saur Ugujew (ROC)            | Ravi Kumar (IND)                   | Nurislam Sanajew (KAZ) Thomas Gilman (USA)         |
| Klasse bis 65 kg          | Takuto Otoguro (JPN)         | Hacı Əliyev (AZE)                  | Gadschimurad Raschidow (ROC) Bajrang Punia (IND)   |
| Klasse bis 74 kg          | Saurbek Sidakow (ROC)        | Mahamedchabib Kadsimahamedau (BLR) | Bekzod Abdurahmonov (UZB) Kyle Douglas Dake (USA)  |
| Klasse bis 86 kg          | David Taylor (USA)           | Hassan Yazdani (IRI)               | Artur Naifonow (ROC) Myles Amine (SMR)             |
| Klasse bis 97 kg          | Abdulraschid Sadulajew (ROC) | Kyle Snyder (USA)                  | Reineris Salas (CUB) Abraham Conyedo (ITA)         |
| Klasse bis 125 kg         | Gable Steveson (USA)         | Geno Petriaschwili (GEO)           | Amir Hossein Zare (IRI) Taha Akgül (TUR)           |
| Griechisch-römischer Stil |                              |                                    |                                                    |
| Klasse bis 60 kg          | Luis Orta (CUB)              | Ken’ichirō Fumita (JPN)            | Sergei Jemelin (ROC) Walihan Sailike (CHN)         |
| Klasse bis 67 kg          | Mohammadreza Geraei (IRI)    | Parwis Nassibow (UKR)              | Frank Stäbler (GER) Mohamed Ibrahim El-Sayed (EGY) |
| Klasse bis 77 kg          | Tamás Lőrincz (HUN)          | Akdschol Machmudow (KGZ)           | Shōhei Yabiku (JPN) Rafiq Hüseynov (AZE)           |
| Klasse bis 87 kg          | Schan Belenjuk (UKR)         | Viktor Lőrincz (HUN)               | Denis Kudla (GER) Surab Datunaschwili (SRB)        |
| Klasse bis 97 kg          | Mussa Jewlojew (ROC)         | Artur Aleksanjan (ARM)             | Tadeusz Michalik (POL) Mohammad Hadi Saravi (IRI)  |
| Klasse bis 130 kg         | Mijaín López (CUB)           | Iakob Kadschaia (GEO)              | Sergei Semjonow (ROC) Rıza Kayaalp (TUR)           |

Frauen
| Disziplin        | Gold                      | Silber                    | Bronze                                                     |
| ---------------- | ------------------------- | ------------------------- | ---------------------------------------------------------- |
| Freistil         |                           |                           |                                                            |
| Klasse bis 50 kg | Yui Susaki (JPN)          | Sun Yanan (CHN)           | Mariya Stadnik (AZE) Sarah Hildebrandt (USA)               |
| Klasse bis 53 kg | Mayu Mukaida (JPN)        | Pang Qianyu (CHN)         | Wanessa Kaladsinskaja (BLR) Bat-Otschiryn Bolortujaa (MGL) |
| Klasse bis 57 kg | Risako Kawai (JPN)        | Iryna Kuratschkina (BLR)  | Helen Maroulis (USA) Ewelina Nikolowa (BUL)                |
| Klasse bis 62 kg | Yukako Kawai (JPN)        | Aissuluu Tynybekowa (KGZ) | Iryna Koljadenko (UKR) Tajbe Jussein (BUL)                 |
| Klasse bis 68 kg | Tamyra Mensah-Stock (USA) | Blessing Oborududu (NGR)  | Alla Tscherkassowa (UKR) Meerim Dschumanasarowa (KGZ)      |
| Klasse bis 76 kg | Aline Rotter-Focken (GER) | Adeline Gray (USA)        | Yasemin Adar (TUR) Zhou Qian (CHN)                         |

## Ergebnisse Freistil (Männer)

### Klasse bis 57 kg
| Platz | Land               | Athlet                |
| ----- | ------------------ | --------------------- |
| 1     | ROC                | Saur Ugujew           |
| 2     | Indien             | Ravi Kumar            |
| 3     | Kasachstan         | Nurislam Sanajew      |
| 3     | Vereinigte Staaten | Thomas Gilman         |
| 5     | Bulgarien          | Georgi Wangelow       |
| 5     | Iran               | Reza Atrinagharchi    |
| 7     | Usbekistan         | Gʻulomjon Abdullayev  |
| 8     | Japan              | Yūki Takahashi        |
| 9     | Mongolei           | Erdenebatyn Bechbajar |

### Klasse bis 65 kg
| Platz | Land          | Athlet                 |
| ----- | ------------- | ---------------------- |
| 1     | Japan         | Takuto Otoguro         |
| 2     | Aserbaidschan | Hacı Əliyev            |
| 3     | ROC           | Gadschimurad Raschidow |
| 3     | Indien        | Bajrang Punia          |
| 5     | Ungarn        | Iszmail Muszukajev     |
| 5     | Kasachstan    | Daulet Nijasbekow      |
| 7     | Polen         | Magomedmurad Gadżijew  |
| 8     | Iran          | Morteza Ghiasi         |

### Klasse bis 74 kg
| Platz | Land               | Athlet                       |
| ----- | ------------------ | ---------------------------- |
| 1     | ROC                | Saurbek Sidakow              |
| 2     | Belarus            | Mahamedchabib Kadsimahamedau |
| 3     | Vereinigte Staaten | Kyle Douglas Dake            |
| 3     | Usbekistan         | Bekzod Abdurahmonov          |
| 5     | Italien            | Frank Chamizo                |
| 5     | Kasachstan         | Danijar Kaisanow             |
| 7     | Ägypten            | Amr Reda                     |
| 8     | Aserbaidschan      | Turan Bayramov               |

### Klasse bis 86 kg
| Platz | Land               | Athlet           |
| ----- | ------------------ | ---------------- |
| 1     | Vereinigte Staaten | David Taylor     |
| 2     | Iran               | Hassan Yazdani   |
| 3     | ROC                | Artur Naifonow   |
| 3     | San Marino         | Myles Amine      |
| 5     | Usbekistan         | Javrail Shapiyev |
| 5     | Indien             | Deepak Punia     |
| 7     | China              | Lin Zushen       |
| 8     | Schweiz            | Stefan Reichmuth |
| 9     | Türkei             | Osman Göçen      |

### Klasse bis 97 kg
| Platz | Land               | Athlet                 |
| ----- | ------------------ | ---------------------- |
| 1     | ROC                | Abdulraschid Sadulajew |
| 2     | Vereinigte Staaten | Kyle Snyder            |
| 3     | Kuba               | Reineris Salas         |
| 3     | Italien            | Abraham Conyedo        |
| 5     | Aserbaidschan      | Şərif Şərifov          |
| 5     | Türkei             | Süleyman Karadeniz     |
| 7     | Kasachstan         | Alischer Jergali       |
| 8     | Georgien           | Elisbar Odikadse       |
| 9     | Nordmazedonien     | Magomedgadschi Nurow   |

### Klasse bis 125 kg
| Platz | Land               | Athlet                   |
| ----- | ------------------ | ------------------------ |
| 1     | Vereinigte Staaten | Gable Steveson           |
| 2     | Georgien           | Geno Petriaschwili       |
| 3     | Iran               | Amir Hossein Zare        |
| 3     | Türkei             | Taha Akgül               |
| 5     | China              | Deng Zhiwei              |
| 5     | Mongolei           | Mönchtöriin Lchagwagerel |
| 7     | Kosovo             | Egzon Shala              |
| 8     | Deutschland        | Gennadij Cudinovic       |

## Ergebnisse griechisch-römischer Stil (Männer)

### Klasse bis 60 kg
| Platz | Land        | Athlet                    |
| ----- | ----------- | ------------------------- |
| 1     | Kuba        | Luis Orta                 |
| 2     | Japan       | Ken’ichirō Fumita         |
| 3     | ROC         | Sergei Jemelin            |
| 3     | China       | Silike Walihan            |
| 5     | Ukraine     | Lenur Temirow             |
| 5     | Moldau      | Victor Ciobanu            |
| 7     | Kirgisistan | Scholaman Scharschenbekow |
| 8     | Armenien    | Armen Melikjan            |

### Klasse bis 67 kg
| Platz | Land                 | Athlet                   |
| ----- | -------------------- | ------------------------ |
| 1     | Iran                 | Mohammadreza Geraei      |
| 2     | Ukraine              | Parwis Nassibow          |
| 3     | Deutschland          | Frank Stäbler            |
| 3     | Ägypten              | Mohamed Ibrahim El-Sayed |
| 5     | Georgien             | Ramas Soidse             |
| 5     | ROC                  | Artjom Surkow            |
| 7     | Südkorea             | Ryu Han-su               |
| 8     | Refugee Olympic Team | Aker Al-Obaidi           |
| 9     | Armenien             | Karen Aslanjan           |

### Klasse bis 77 kg
| Platz | Land          | Athlet                 |
| ----- | ------------- | ---------------------- |
| 1     | Ungarn        | Tamás Lőrincz          |
| 2     | Kirgisistan   | Akdschol Machmudow     |
| 3     | Japan         | Shōhei Yabiku          |
| 3     | Aserbaidschan | Rafiq Hüseynov         |
| 5     | Iran          | Mohammadali Geraei     |
| 5     | Armenien      | Karapet Tschaljan      |
| 7     | ROC           | Alexander Tschechirkin |
| 8     | Kroatien      | Božo Starčević         |

### Klasse bis 87 kg
| Platz | Land        | Athlet              |
| ----- | ----------- | ------------------- |
| 1     | Ukraine     | Schan Belenjuk      |
| 2     | Ungarn      | Viktor Lőrincz      |
| 3     | Deutschland | Denis Kudla         |
| 3     | Serbien     | Surab Datunaschwili |
| 5     | Ägypten     | Mohamed Metwally    |
| 5     | Kroatien    | Ivan Huklek         |
| 7     | Algerien    | Bachir Sid Azara    |
| 8     | Usbekistan  | Rustam Assakalow    |
| 9     | Kuba        | Daniel Grégorich    |

### Klasse bis 97 kg
| Platz | Land               | Athlet               |
| ----- | ------------------ | -------------------- |
| 1     | ROC                | Mussa Jewlojew       |
| 2     | Armenien           | Artur Aleksanjan     |
| 3     | Polen              | Tadeusz Michalik     |
| 3     | Iran               | Mohammad Hadi Saravi |
| 5     | Ungarn             | Alex Szőke           |
| 5     | Finnland           | Arvi Savolainen      |
| 7     | Vereinigte Staaten | G’Angelo Hancock     |
| 8     | Bulgarien          | Kiril Milenov Milov  |

### Klasse bis 130 kg
| Platz | Land        | Athlet               |
| ----- | ----------- | -------------------- |
| 1     | Kuba        | Mijaín López         |
| 2     | Georgien    | Iakob Kadschaia      |
| 3     | Türkei      | Rıza Kayaalp         |
| 3     | ROC         | Sergei Semjonow      |
| 5     | Iran        | Amin Mirzazadeh      |
| 5     | Chile       | Yasmani Acosta       |
| 7     | Usbekistan  | Moʻminjon Abdullayev |
| 8     | Deutschland | Eduard Popp          |

## Ergebnisse Freistil (Frauen)

### Klasse bis 50 kg
| Platz | Land               | Athletin                    |
| ----- | ------------------ | --------------------------- |
| 1     | Japan              | Yui Susaki                  |
| 2     | China              | Sun Yanan                   |
| 3     | Aserbaidschan      | Mariya Stadnik              |
| 3     | Vereinigte Staaten | Sarah Hildebrandt           |
| 5     | Mongolei           | Tsogt-Ochiryn Namuuntsetseg |
| 5     | Ukraine            | Oksana Liwatsch             |
| 7     | Bulgarien          | Miglena Selischka           |
| 8     | Ecuador            | Lucía Yépez                 |
| 9     | Tunesien           | Sarra Hamdi                 |

### Klasse bis 53 kg
| Platz | Land               | Athletin                 |
| ----- | ------------------ | ------------------------ |
| 1     | Japan              | Mayu Mukaida             |
| 2     | China              | Pang Qianyu              |
| 3     | Belarus            | Wanessa Kaladsinskaja    |
| 3     | Mongolei           | Bat-Otschiryn Bolortujaa |
| 5     | Vereinigte Staaten | Jacarra Winchester       |
| 5     | Kamerun            | Joseph Essombe           |
| 7     | Polen              | Roksana Zasina           |
| 8     | Ecuador            | Luisa Valverde           |
| 9     | Indien             | Vinesh Phogat            |

### Klasse bis 57 kg
| Platz | Land               | Athletin                 |
| ----- | ------------------ | ------------------------ |
| 1     | Japan              | Risako Kawai             |
| 2     | Belarus            | Iryna Kuratschkina       |
| 3     | Vereinigte Staaten | Helen Maroulis           |
| 3     | Bulgarien          | Ewelina Nikolowa         |
| 5     | Mongolei           | Boldsaichany Chongordsul |
| 5     | ROC                | Walerija Scholobowa      |
| 7     | Moldau             | Anastasia Nichita        |
| 8     | Ukraine            | Tetjana Kit              |

### Klasse bis 62 kg
| Platz | Land        | Athletin                  |
| ----- | ----------- | ------------------------- |
| 1     | Japan       | Yukako Kawai              |
| 2     | Kirgisistan | Aissuluu Tynybekowa       |
| 3     | Ukraine     | Iryna Koljadenko          |
| 3     | Bulgarien   | Tajbe Jussein             |
| 5     | Lettland    | Anastasija Grigorjeva     |
| 5     | ROC         | Ljubow Owtscharowa        |
| 7     | Schweden    | Henna Johansson           |
| 8     | Rumänien    | Kriszta Incze             |
| 9     | China       | Long Jia                  |
| 10    | Mongolei    | Khürelkhüügiin Bolortuyaa |

### Klasse bis 68 kg
| Platz | Land               | Athletin                   |
| ----- | ------------------ | -------------------------- |
| 1     | Vereinigte Staaten | Tamyra Mensah-Stock        |
| 2     | Nigeria            | Blessing Oborududu         |
| 3     | Ukraine            | Alla Tscherkassowa         |
| 3     | Kirgisistan        | Meerim Dschumanasarowa     |
| 5     | Japan              | Sara Doshō                 |
| 5     | Mongolei           | Sorondsonboldyn Battsetseg |
| 7     | China              | Zhou Feng                  |
| 8     | ROC                | Chanum Welijewa            |
| 9     | Deutschland        | Anna Schell                |

### Klasse bis 76 kg
| Platz | Land               | Athletin            |
| ----- | ------------------ | ------------------- |
| 1     | Deutschland        | Aline Rotter-Focken |
| 2     | Vereinigte Staaten | Adeline Gray        |
| 3     | Türkei             | Yasemin Adar        |
| 3     | China              | Zhou Qian           |
| 5     | Kirgisistan        | Ajperi Medet Kyzy   |
| 5     | Japan              | Hiroe Minagawa      |
| 7     | ROC                | Natalja Worobjowa   |
| 8     | Estland            | Epp Mäe             |

## Qualifikation
In jedem Wettkampf durfte pro Nation maximal ein Athlet antreten. Folgende Nationen sicherten sich Quotenplätze:
| Nation               | Männer      | Männer      | Männer      | Männer      | Männer      | Männer      | Männer                    | Männer                    | Männer                    | Männer                    | Männer                    | Männer                    | Frauen      | Frauen      | Frauen      | Frauen      | Frauen      | Frauen      | Gesamt   |
| Nation               | Freier Stil | Freier Stil | Freier Stil | Freier Stil | Freier Stil | Freier Stil | Griechisch-römischer Stil | Griechisch-römischer Stil | Griechisch-römischer Stil | Griechisch-römischer Stil | Griechisch-römischer Stil | Griechisch-römischer Stil | Freier Stil | Freier Stil | Freier Stil | Freier Stil | Freier Stil | Freier Stil | Gesamt   |
| Nation               | 57 kg       | 65 kg       | 74 kg       | 86 kg       | 97 kg       | 125 kg      | 60 kg                     | 67 kg                     | 77 kg                     | 87 kg                     | 97 kg                     | 130 kg                    | 50 kg       | 53 kg       | 57 kg       | 62 kg       | 68 kg       | 76 kg       | Athleten |
| -------------------- | ----------- | ----------- | ----------- | ----------- | ----------- | ----------- | ------------------------- | ------------------------- | ------------------------- | ------------------------- | ------------------------- | ------------------------- | ----------- | ----------- | ----------- | ----------- | ----------- | ----------- | -------- |
| Ägypten              |             |             | X           |             |             | X           | X                         | X                         |                           | X                         |                           | X                         |             |             |             |             | X           | X           | 8        |
| Algerien             | X           |             |             | X           | X           | X           | X                         | X                         |                           | X                         | X                         |                           |             |             |             |             |             |             | 8        |
| Argentinien          |             | X           |             |             |             |             |                           |                           |                           |                           |                           |                           |             |             |             |             |             |             | 1        |
| Armenien             | X           | X           |             |             |             |             | X                         | X                         | X                         |                           | X                         |                           |             |             |             |             |             |             | 6        |
| Aserbaidschan        |             | X           | X           |             | X           |             |                           |                           | X                         | X                         |                           |                           | X           |             |             |             | X           |             | 7        |
| Brasilien            |             |             |             |             |             |             |                           |                           |                           |                           |                           | X                         |             |             |             | X           |             | X           | 3        |
| Bulgarien            | X           |             |             |             |             |             |                           |                           | X                         |                           | X                         |                           | X           |             | X           | X           | X           |             | 7        |
| Chile                |             |             |             |             |             |             |                           |                           |                           |                           |                           | X                         |             |             |             |             |             |             | 1        |
| China                | X           |             |             | X           |             | X           | X                         |                           |                           | X                         |                           |                           | X           | X           | X           | X           | X           | X           | 11       |
| Dänemark             |             |             |             |             |             |             |                           | X                         |                           |                           |                           |                           |             |             |             |             |             |             | 1        |
| Deutschland          |             |             |             |             |             | X           | X                         | X                         |                           | X                         |                           | X                         |             |             |             |             | X           | X           | 7        |
| Ecuador              |             |             |             |             |             |             |                           |                           |                           |                           |                           |                           | X           | X           |             |             |             |             | 2        |
| Estland              |             |             |             |             |             |             |                           |                           |                           |                           |                           | X                         |             |             |             |             |             | X           | 2        |
| Finnland             |             |             |             |             |             |             |                           |                           |                           |                           | X                         | X                         |             |             |             |             |             |             | 2        |
| Frankreich           |             |             |             |             |             |             |                           |                           |                           |                           |                           |                           |             |             | X           |             | X           |             | 2        |
| Georgien             |             |             | X           |             | X           | X           |                           | X                         |                           | X                         | X                         | X                         |             |             |             |             |             |             | 7        |
| Griechenland         |             | X           |             |             |             |             |                           |                           |                           |                           |                           |                           |             | X           |             |             |             |             | 2        |
| Guam                 |             |             |             |             |             |             |                           |                           |                           |                           |                           |                           |             | X           |             |             |             |             | 1        |
| Guinea               |             |             |             |             |             |             |                           |                           |                           |                           |                           |                           |             |             | X           |             |             |             | 1        |
| Guinea-Bissau        | X           |             | X           |             |             |             |                           |                           |                           |                           |                           |                           |             |             |             |             |             |             | 2        |
| Indien               | X           | X           |             | X           |             |             |                           |                           |                           |                           |                           |                           | X           | X           | X           | X           |             |             | 7        |
| Iran                 | X           | X           | X           | X           | X           | X           | X                         | X                         | X                         |                           | X                         | X                         |             |             |             |             |             |             | 11       |
| Italien              |             |             | X           |             | X           |             |                           |                           |                           |                           |                           |                           |             |             |             |             |             |             | 2        |
| Japan                | X           | X           | X           | X           |             |             | X                         |                           | X                         |                           |                           |                           | X           | X           | X           | X           | X           | X           | 12       |
| Kamerun              |             |             |             |             |             |             |                           |                           |                           |                           |                           |                           |             | X           |             |             |             |             | 1        |
| Kanada               |             |             |             |             | X           | X           |                           |                           |                           |                           |                           |                           |             |             |             |             | X           | X           | 4        |
| Kasachstan           | X           | X           | X           |             | X           | X           | X                         |                           | X                         | X                         |                           |                           | X           | X           |             |             |             | X           | 11       |
| Kirgisistan          |             | X           |             |             |             | X           | X                         |                           | X                         | X                         | X                         |                           |             |             |             | X           | X           | X           | 9        |
| Kolumbien            | X           |             |             | X           |             |             |                           | X                         |                           |                           |                           |                           |             |             |             |             |             |             | 3        |
| Kosovo               |             |             |             |             |             | X           |                           |                           |                           |                           |                           |                           |             |             |             |             |             |             | 1        |
| Kroatien             |             |             |             |             |             |             |                           |                           | X                         | X                         |                           |                           |             |             |             |             |             |             | 2        |
| Kuba                 |             | X           | X           |             | X           |             | X                         | X                         | X                         | X                         | X                         | X                         | X           | X           |             |             | X           |             | 12       |
| Lettland             |             |             |             |             |             |             |                           |                           |                           |                           |                           |                           |             |             |             | X           |             |             | 1        |
| Litauen              |             |             |             |             |             |             |                           |                           |                           |                           |                           | X                         |             |             |             |             |             |             | 1        |
| Marokko              |             |             |             |             |             |             |                           |                           | X                         |                           |                           |                           |             |             |             |             |             |             | 1        |
| Mexiko               |             |             |             |             |             |             |                           |                           | X                         |                           |                           |                           |             |             | X           |             |             |             | 2        |
| Moldau               |             |             |             |             |             |             | X                         |                           |                           |                           |                           |                           |             |             | X           |             |             |             | 2        |
| Mongolei             | X           | X           |             |             |             | X           |                           |                           |                           |                           |                           |                           | X           | X           | X           | X           | X           | X           | 9        |
| Nigeria              |             |             |             | X           |             |             |                           |                           |                           |                           |                           |                           | X           |             | X           | X           | X           |             | 5        |
| Nordmazedonien       |             |             |             |             | X           |             |                           |                           |                           |                           |                           |                           |             |             |             |             |             |             | 1        |
| Peru                 |             |             |             | X           |             |             |                           |                           |                           |                           |                           |                           |             |             |             |             |             |             | 1        |
| Polen                |             | X           | X           |             |             |             |                           |                           |                           |                           | X                         |                           |             | X           | X           |             | X           |             | 6        |
| Puerto Rico          |             |             | X           |             |             |             |                           |                           |                           |                           |                           |                           |             |             |             |             |             |             | 1        |
| Refugee Olympic Team |             |             |             |             |             |             |                           | X                         |                           |                           |                           |                           |             |             |             |             |             |             | 1        |
| Rumänien             |             |             |             |             | X           |             |                           |                           |                           |                           |                           | X                         | X           | X           |             | X           |             |             | 5        |
| ROC                  | X           | X           | X           | X           | X           | X           | X                         | X                         | X                         |                           | X                         | X                         | X           | X           | X           | X           | X           | X           | 17       |
| San Marino           |             |             |             | X           |             |             |                           |                           |                           |                           |                           |                           |             |             |             |             |             |             | 1        |
| Schweden             |             |             |             |             |             |             |                           |                           | X                         |                           |                           |                           |             | X           |             | X           |             |             | 3        |
| Schweiz              |             |             |             | X           |             |             |                           |                           |                           |                           |                           |                           |             |             |             |             |             |             | 1        |
| Senegal              |             | X           |             |             |             |             |                           |                           |                           |                           |                           |                           |             |             |             |             |             |             | 1        |
| Serbien              | X           |             |             |             |             |             |                           | X                         |                           | X                         | X                         |                           |             |             |             |             |             |             | 4        |
| Slowakei             |             |             |             | X           |             |             |                           |                           |                           |                           |                           |                           |             |             |             |             |             |             | 1        |
| Südkorea             |             |             |             |             |             |             |                           | X                         |                           |                           |                           | X                         |             |             |             |             |             |             | 2        |
| Tschechien           |             |             |             |             |             |             |                           |                           |                           |                           | X                         |                           |             |             |             |             |             |             | 1        |
| Tunesien             |             | X           |             |             | X           |             |                           | X                         | X                         |                           | X                         | X                         | X           |             | X           | X           |             | X           | 10       |
| Türkei               | X           |             |             | X           | X           | X           | X                         |                           |                           |                           | X                         | X                         | X           |             |             |             |             | X           | 9        |
| Ukraine              |             |             | X           |             |             | X           | X                         | X                         |                           | X                         |                           |                           | X           |             | X           | X           | X           | X           | 10       |
| Ungarn               |             | X           |             |             |             |             |                           | X                         | X                         | X                         | X                         |                           |             |             |             | X           |             |             | 6        |
| Usbekistan           | X           |             | X           | X           | X           |             | X                         |                           | X                         | X                         |                           | X                         |             |             |             |             |             |             | 8        |
| Vereinigte Staaten   | X           |             | X           | X           | X           | X           | X                         | X                         |                           | X                         | X                         |                           | X           | X           | X           | X           | X           | X           | 15       |
| Belarus              |             |             | X           | X           | X           | X           |                           |                           |                           | X                         |                           |                           |             | X           | X           |             |             | X           | 8        |
| Gesamt: 60 NOKs      | 16          | 16          | 16          | 16          | 16          | 16          | 16                        | 17                        | 16                        | 16                        | 16                        | 16                        | 16          | 16          | 16          | 16          | 16          | 16          | 289      |